# 恋愛あるある。
『恋愛あるある。』（れんあいあるある）は、2015年6月24日の22時00分 - 23時24分にフジテレビ系列にて放送されたオムニバスドラマ。
番組ナビゲーターとしてリリー・フランキーが活躍する。

## キャスト
『社内恋愛あるある』
道山清美
演 - 黒木メイサ
玉木謙一
演 - 淵上泰史
小須田部長
演 - 大倉孝二
智子
演 - 菜々緒
小山
演 - 白洲迅

演 - 菅谷哲也
洋子
演 - 坂井真紀

『シングルママ恋愛あるある』
赤井仁江
演 - 佐々木希
黒田智治
演 - 千葉雄大
奈美
演 - 浅見れいな
藤田
演 - MEGUMI
歯科医院の院長
演 - 村本大輔

演 - 小林きな子
店長
演 - 品川祐
清水
演 - YOU

『同棲恋愛あるある』
小澤真理
演 - 戸田恵梨香
青柳芯太
演 - ムロツヨシ
小畑
演 - 八嶋智人
さとみ
演 - 森カンナ

演 - 堀部圭亮
小澤
演 - 菅原大吉

## スタッフ
- 脚本 - 鈴木おさむ
- 番組ナビゲーター - リリー・フランキー
- プロデュース - 石井浩二
- 演出
  - 「社内恋愛あるある」 - 髙野舞
  - 「シングルマザー恋愛あるある」 - 洞功二
  - 「同棲恋愛あるある」 - 石井浩二